# Senses Fail
Senses Fail ist eine US-amerikanische Post-Hardcore-Band, die 2002 in Ridgewood, New Jersey, gegründet wurde.

## Geschichte
Senses Fail wurde 2002 von James „Buddy“ Nielsen gegründet. Über Werbung im Internet lernte er die erste Besetzung kennen, die von Dan Trapp (Schlagzeug) mit zur Probe gebracht wurde: Dave Miller (Gitarre) und Garrett Zablocki (Gitarre). Später stieß noch Mike Glita als Bassist zur Band. Am 16. August 2002 erschien die EP From the Depths of Dreams, die zu einem Plattenvertrag mit Drive-Thru-Records führte. Diese veröffentlichten 2003 die EP erneut. 2004 erschien das Debütalbum Let It Enfold You auf Vagrant Records. Die Gruppe spielte danach von 2004 bis 2006 auf der Warped Tour. 2005 beteiligte sich die Band mit einer Coverversion von Suicidal Tendencies’ Institutionalized am Soundtrack zum Spiel Tony Hawk’s American Wasteland. Danach stieg mit Heath Saraceno ein neuer Gitarrist ein, der Miller ersetzt. 2006 erschien das Album Still Searching, das mehr in die Emo-Richtung ging. Die nächste Tour fand mit New Found Glory statt. 2007 verließ Mike Glita die Band und wurde kurzzeitig durch Jason Black von Hot Water Music ersetzt, der jedoch von da an permanent in der Band blieb. Mit ihm zusammen erschien das Album Life Is Not a Waiting Room. 2009 verließ Saraceno die Band wieder und wurde durch Zack Roach ersetzt. Am 26. März 2013 erschien mit Renacer das bisher fünfte Studioalbum der Band.

## Stil
Grundsätzlich basiert der Sound auf einem recht melodiösen und harmonischen Post-Hardcore-Sound, bei dem sich ruhigere Abschnitte mit Schreieinlagen abwechseln. Die Band spielt einen Stil, der stark von harmonischen Melodieläufen und geradlinigem Songaufbau geprägt ist, weshalb bei der Gruppe nicht zuletzt deswegen starke Pop-Punk-Einflüsse hörbar sind. Besonders die ersten Alben sind stark vom Screamo und Emo beeinflusst, während die späteren Alben vor allem in Richtung Pop-Punk und Post-Hardcore tendieren.

## Diskografie

### Studioalben
- 2004: Let It Enfold You
- 2006: Still Searching
- 2008: Life Is Not a Waiting Room
- 2010: The Fire
- 2013: Renacer
- 2015: Pull the Thorns from Your Heart
- 2018: If There Is Light, It Will Find You

### EPs
- 2002: From the Depths of Dreams
- 2017: In Your Absence
- 2019: From the Depths of Dreams (re-release)

### Singles
- 2003: Bloody Romance
- 2004: Buried a Lie
- 2005: Rum Is for Drinking, Not for Burning
- 2006: Calling All Cars
- 2007: Can’t Be Saved (US: Gold)
- 2007: The Priest and the Matador
- 2008: Family Tradition

### Exklusive Samplerbeiträge
- 2005: Bad Reputation (Coverversion von Joan Jett) auf dem Soundtrack zu Die Bären sind los
- 2005: Institutionalized (Coverversion von Suicidal Tendencies) auf dem Soundtrack zu Tony Hawk’s American Wasteland (Videospiel)
- 2006: Bite to Break Skin (Legion-of-Doom-Remix) auf dem Soundtrack zu Underworld: Evolution
- 2008: The Past Is Proof auf dem Soundtrack zu Punisher: War Zone
- 2009: The Martyr auf dem Guitar Hero Vagrant Records Pack